# Ünyespor
Ünyespor ist ein türkischer Fußballverein aus dem Landkreis Ünye in der Provinz Ordu. Ihre Heimspiele tragen die Grün-Weißen im Ünye-İlçe-Stadion aus. Der Verein spielte sechs Spielzeiten lang in der zweithöchsten türkischen Spielklasse, der TFF 1. Lig.

## Geschichte

### Gründung
Der Verein wurde 1957 unter dem Namen Ünye Gençlerbirliği gegründet. Im Sommer 1985 wurde der Verein in den heutigen Namen Ünye Spor Kulübü (kurz: Ünyespor) umbenannt.

### Systembedingter Abstieg in die TFF 3. Lig
Da mit der Saison 2001/02 der türkische Profi-Fußball grundlegenden Änderungen unterzogen werden sollte, wurden bereits in der Spielzeit 2000/01 Vorbereitungen für diese Umstellung unternommen. Bisher bestand der Profifußball in der Türkei aus drei Ligen: Der höchsten Spielklasse, der einspurigen Türkiye 1. Futbol Ligi, der zweitklassigen fünfspurig und in zwei Etappen gespielten Türkiye 2. Futbol Ligi und der drittklassigen und achtgleisig gespielten Türkiye 3. Futbol Ligi. Zur Saison 2001/02 wurde der Profifußball auf vier Profiligen erweitert. Während die Türkiye 1. Futbol Ligi unverändert blieb, wurde die Türkiye 2. Futbol Ligi in die nun zweithöchste Spielklasse, die Türkiye 2. Futbol Ligi A Kategorisi (zu dt.: 2. Fußballliga der Kategorie A der Türkei), und die dritthöchste Spielklasse, die Türkiye 2. Futbol Ligi B Kategorisi (zu dt.: 2. Fußballliga der Kategorie B der Türkei), aufgeteilt. Die nachgeordnete Türkiye 3. Futbol Ligi wurde fortan somit die vierthöchste Spielklasse, die TFF 3. Lig. Jene Mannschaften, die in der Drittligasaison 2000/01 lediglich einen mittleren Tabellenplatz belegten, wurden für die kommende Saison in die neugeschaffene vierthöchste türkische Spielklasse, in die 3. Lig. zugewiesen. Ünyespor, welches die Liga auf dem 11. Tabellenplatz beendet hatte, musste so systembedingt in die 3. Lig absteigen.

### Neuzeit
In der Spielzeit 2010/11 schloss man die TFF 3. Lig als Meister ab und spielt seither wieder in der dritthöchsten türkischen Spielklasse, der TFF 2. Lig.
Der Klub ging in die Saison 2013/14 mit großen finanziellen Schwierigkeiten. Die Situation verschlimmerte sich gegen Saisonende zunehmend, so fuhren die Spieler durch gesammelte Gelder mit ihren eigenen PKWs zu den Auswärtsspielen. Schließlich konnte der Klub die Anreise für das Auswärtsspiel vom 32. Spieltag gegen Düzyurtspor nicht antreten. Der türkische Fußballverband bewertete das Spiel entsprechend seinem Reglement mit einer 0:3-Niederlage und zog dem Verein zusätzlich weitere drei Punkte ab. Der Verein trat auch die nächste Auswärtsbegegnung vom 34. Spieltag gegen Çıksalınspor nicht an. Damit fehlte der Klub in der laufenden Saison zum zweiten Mal eine Ligapartie. So trat das Reglement in Kraft, wonach Teams, die innerhalb einer Saison grundlos zwei Spiele nicht antraten, automatisch zwangsabsteigen mussten. Entgegen der üblichen Vorgehensweise, alle verbliebenen Spiele des betroffenen Klubs mit einer 0:3-Niederlage zu bewerten, wurde diese Partie als nicht stattgefunden bewertet.

## Erfolge
- Meister der TFF 2. Lig:1989/90, 1995/96
- Vizemeister der TFF 2. Lig:1986/87
- Aufstieg in die TFF 1. Lig: 1986/87, 1989/90, 1995/96
- Playoff-Sieger der TFF 3. Lig:2003/04, 2010/11
- Aufstieg in die TFF 2. Lig: 2003/04, 2010/11

## Ligazugehörigkeit
- 1. Liga: -
- 2. Liga: 1987–1988, 1990–1994, 1996–1997
- 3. Liga: 1984–1987, 1988–1990, 1994–1996, 1997–2001, 2004–2007, 2011–2013
- 4. Liga: 2001–2004, 2007–2011, 2013–2014
- Regionale Amateurliga: seit 2014